# ويندي أوستين
ويندي أوستين (بالإنجليزية: Wendy Austin)‏ هي مقدمة تلفزيونية بريطانية، ولدت في القرن العشرين.